# Piper conibaccum
Piper conibaccum är en pepparväxtart som beskrevs av C. Dc.. Piper conibaccum ingår i släktet Piper och familjen pepparväxter. Inga underarter finns listade i Catalogue of Life.